# Karina (cantante venezolana)
Cynthia Karina Moreno Elías (Lima, 19 de noviembre de 1968) conocida artísticamente como Karina, es una cantautora y actriz venezolana nacida en Perú. Su primera aparición importante fue en la obra El Taller Del Orfebre, en la que cantó el tema «Zapatos De Tacón Alto». Se hizo ampliamente conocida en América Latina con su álbum debut Amor a millón, específicamente con los éxitos «Sé Cómo Duele» y «A Quién».

## Primeros años
De padre venezolano de familia judía y madre peruana, Karina nace en la ciudad de Lima, Perú. A pocos meses de nacida, sus padres y ella se trasladan a Venezuela. 
Karina empezó a demostrar pasión por la música a los ocho años, cuando empezó a tomar clases de órgano, e imitaba a la cantante estadounidense Barbra Streisand en reuniones familiares. En bachillerato, se desempeñó como secretaria de festejos y cultura, donde organizaba bailes israelíes en los que también cantaba y bailaba. Entró a la Escuela de Comunicación Social de la Universidad Católica Andrés Bello, pero abandonó la carrera al descubrir que su verdadera vocación era el canto.
Inició su carrera cuando participó en un LP: «El Taller del Orfebre» basada en el Papa Juan Pablo II, donde interpretó los temas Zapatos de tacón alto, Lo que es el amor, Recuerdos, Canción de la Boda, las dos últimas a dúo con Guillermo Dávila, destacando por su calidad vocal y gran desempeño en el escenario.

## Carrera artística

### 1984
Firmó un contrato con la discográfica Sonorodven, con la que, al año siguiente (1985), grabó su primera producción discográfica: Amor a Millón de la cual se desprendieron los sencillos de: Sé cómo duele, A quién, Y si me dice, Te adoro, Sálvame y Amor a millón de autoría del compositor Rudy La Scala. Con este álbum Karina logró ser reconocida tanto por el público venezolano como por el de Hispanoamérica. “Sé cómo Duele” fue el tema de entrada de la telenovela Carmín emitida por Venevisión, y los temas A quién y Y si me dice contaron con sus respectivos videoclips.
Después del éxito de su primer álbum, Karina grabó en 1987 su segunda producción discográfica, titulada Sin Máscara, con el que logró consolidarse en México, país que se convierte en su plataforma de despegue. Con este álbum, Karina debutó como letrista del tema que dio nombre al disco. Ese tema fue utilizado como tema de opening de la telenovela Alba Marina.
En ese mismo año fue nominada en seis categorías de los premios "Ronda", ganando los premios de "Mejor cantante joven femenina revelación", "Mejor tema de telenovela" (por Sé cómo duele), "Mejor videoclip" (por A quién) y "Mejor disco vendido del año" (por Amor a millón); además, el compositor Rudy La Scala ganó por el tema Sé cómo duele.

### Salto a las telenovelas
En 1988 Karina protagonizó la novela Alba Marina, transmitida por la cadena Venevisión, junto a los integrantres del grupo Proyecto M Xavier, Johnny y René, y los actores Elluz Peraza y Daniel Alvarado. Además, conquistó dos premios "Ronda" por "Mejor Cantante Juvenil Femenina" y "Mejor videoclip" (por el tema La noche es mágica compuesta y producida por Nacho Cano).
En 1989, Karina lanza el álbum Desde mi sueño, dónde se muestra más madura y mucho más involucrada con el proceso de la producción musical. En este álbum ella escribe la letra de dos temas: Soni y Lamento de la Jungla. Fueron lanzados como singles Desde mi sueño, No puedo vivir sin amor, En el amor, Cómo se puede amar y No sé. 
En 1990 Karina dejó su carrera temporalmente, reapareciendo tres años más tarde en el certamen Miss Venezuela de 1993 donde presenta su cuarto álbum titulado Ésta es mi vida, con una nueva imagen y un nuevo estilo. En dicho álbum ella compuso los temas Ésta es mi vida y Quiero que estés aquí. También se desprende el sencillo Cómo olvidar (tema de la telenovela Morena Clara de 1994). En 1995 protagoniza la telenovela Pecado de Amor junto a Víctor Cámara; y al año siguiente lanza su quinto disco, Renacer. 
En 1998, con una imagen y estilo diferente, lanzó su sexta producción discográfica, la epónima “Karina”. Este álbum no tuvo el éxito esperado y se retiró por varios años, durante los cuales se dedicó a su familia y se convirtió en representante de su esposo, quien intentaba incursionar en el mundo artístico como productor.
En julio de 2004 la cantante regresa con el show "Íntimamente Karina", en donde interpretaba sus temas que la dieron a conocer en el ambiente artístico. En octubre del mismo año saca el álbum Siempre Karina, luego de siete años sin grabar, aunque el álbum no se daría a conocer oficialmente hasta abril del año siguiente. El álbum fue producido por su esposo Marcello Azevedo, que para ese entonces ya había logrado experiencia tras trabajar con artistas como Chayanne y Paulina Rubio. El disco incluía regrabaciones de sus viejos éxitos (Sé Cómo Duele, Sálvame, A quién, La noche es mágica, entre otros) junto a siete temas nuevos. Fueron lanzados como singles los temas Sin ti y Borrón y cuenta nueva, los cuales lograron altos niveles de popularidad.

### Incursión en la TV mexicana
En enero de 2006 Karina volvió a México a participar, como parte del grupo de maestros, de la emisión dominical de Televisa Cantando por un Sueño. También formó parte del elenco de figuras musicales que participaron en la emisión Disco de oro, de Televisión Azteca conducido por José Luis Rodríguez "El Puma" y María Inés Guerra; quedando en segundo lugar tras una reñida final contra la cantante Beatriz Adriana.

### Musicales y su retorno definitivo a los escenarios
Entre mayo y octubre de 2007, Karina encarnó al personaje de María Magdalena en una versión en castellano del musical "Jesucristo Superestrella" de Andrew Lloyd Webber y Tim Rice, representado en las aulas Magna de la UCV en Caracas, y de la Universidad Rafael Urdaneta en Maracaibo, conjuntamente con Johnny Sigal (Jesús) y Luke Grande (Judas Iscariote). También participó como jurado en el programa "¿Quién tiene estrella?", de TV Azteca.

### 2008
En febrero de 2008 graba para el canal Zunivisión TV en Maracaibo, el unitario "Culpable Inocencia", donde interpretaba a Filomena Marturano, acompañada del actor Carlos Montilla, es un unitario de 6 capítulos que se estrenó en marzo del 2008. 

### 2009
En enero de 2009 Karina anuncia el lanzamiento de su nuevo disco "De Pie". Comienza la promoción del disco y comenta que en abril se estrenaría el unitario "Culpable Inocencia" y que para el mes de julio estaría participando nuevamente en la obra Jesucristo Super Estrella. En marzo de 2009 lanza su nueva producción discográfica, "De Pie". 

### 2010
El 6 de marzo de 2010, en el programa Súper Sábado Sensacional le otorgan un disco de oro por las numerosas ventas alcanzadas de su CD, "De Pie".
Karina, se encuentra recorriendo Latinoamérica presentando un show acústico, participando en el concierto: GRANDIOSAS con grandes estrellas como: María Conchita Alonso, Ednita Nazario, Dulce y Manoella Torres en México. En Venezuela presenta: Viva Karina 2012, un espectáculo donde celebra sus más de 25 años de carrera artística. Un show con bailarines e invitados como: Kiara, Guillermo Dávila, Ilan Chester, Divine y Pedro Castillo.
Entrevistas en Noti mujer CNN, Ismael Cala "Cala" por CNN, América TV.

### 2013
En 2013 firma con la empresa venezolana COBI MUSIC, y comienza a ser manejada por Remil Renna y Toby Milian, participa en la gira ÍDOLOS donde comparte cartel con Guillermo Dávila Y Rudy La Scala logrando agotar las 12 presentaciones por el interior de Venezuela, en 2014 esta gira será llevada a Centroamérica, Ecuador y Colombia, y lanza su primer tema promocional SIN TU AMOR NO VALGO NADA una composición del también artista venezolano HANY KAUAM, con el cual se espera vuelva al sitial de honor
Actualmente es una de las integrantes de Gran Diosas junto a María Conchita Alonso, Dulce y Manoella Torres.
Después del gran éxito de la producción de GranDiosas, nuevamente sigue en este gran proyecto en 2018, y en ese mismo año se publica el disco, GranDIosas Volumen II, grabado en conjunto con Manoella Torres y Dulce. Actualmente participa en la gira GranDiosas, a lado de Manoella Torres, Dulce, Ángela Carrasco, María del Sol y Rocío Banquells.

### 2017
Lanzó el disco Tequila y Rosas en el que rindió un tributo al compositor Rudy La Scala con temas como ‘Mi vida eres Tú’ y “Por qué será” e interpretó temas inéditos.

### 2020
Estrenó el tema “Me quiero”, compuesto por ella junto a Fernando Osorio y Judy Buendía. Además, fue la productora de conceptos en vivo como “Venezuela es mujer”, “Klasikas” y “Rock and flow”.
También fue convocada por DISNEY PLUS para formar parte del elenco de la nueva serie animada “Hámster y Gretel” para interpretar el papel de la villana “La Cebolla”.
Karina La Voz, como se le conoce popularmente, realizó giras internacionales que abarcan distintos países de Europa y Latinoamérica como España, Argentina, Chile, Colombia y Venezuela, entre otros.

### 2021
Colabora con el artista español Enrique Ramil en la versión ranchera del tema Prefiero ser la otra popularizado por el cantante gallego.

### 2022
Karina ha vuelto al ruedo musical y sorprendió a todos con el estreno del video musical Yo Soy Tu Vicio, que fue publicado en exclusiva en su canal de YouTube el 11 de noviembre de 2022. El tema ha sido un rotundo éxito, a tal punto que en menos de un mes ha llegado a más de 1 millón de views en la referida plataforma. Este tema fue compuesto por Enghel, Guido Vilchez y Karina.

### 2023
Nos sorprende con su décimo álbum de estudio llamado 11/11, el cual tiene temas que demuestran la potencia de su estilo tradicional, pero también sorprenden con la evolución de una cantautora que tiene la experiencia y la capacidad de experimentar con nuevos sonidos.
En este mismo año se presenta en el Festival Internacional de la Orquídea, desarrollado en Maracaibo, donde gana del público, la Orquídea de Uranio.
2025
Incursiona en el área de los realities formando parte de los concursantes en el programa TOP CHEF VIP de la cadena TELEMUNDO.

## Vida personal
Contrajo matrimonio el 27 de junio de 1998 bajo el rito judío con el empresario brasileño Marcello Azevedo, ceremonia transmitida por el programa Sábado Sensacional. Tienen dos hijos, Yasha Marcela, quien nació a mediados de 1999 y Xander, nacido en 2005.
El 22 de abril de 2016, Karina anunció la transición de género de su hija a hijo. Este anuncio, publicado a través de sus cuentas en las diversas redes sociales, cambiándose el nombre de Hannah por Xander Zev.

## Discografía
| Año de publicación | Título          | Disquera                                          |
| 1985               | Amor a millón   | Universal Music / Sonorodven                      |
| 1987               | Sin máscara     | Universal Music / Sonorodven                      |
| 1989               | Desde mi sueño  | Universal Music / Sonorodven                      |
| 1993               | Ésta es mi vida | Universal Music / Rodven Discos                   |
| 1996               | Renacer         | Universal Music / Rodven Discos                   |
| 1998               | Karina          | Caiman Music                                      |
| 2005/2006          | Siempre karina  | Maxximusic Producciones (en Venezuela)/IC Records |
| 2009               | De pie          | Sonográfica                                       |
| 2017               | Tequila y rosas | Universal Music México                            |
| 2023               | 11/11           | Cobi Music                                        |